# Портикан
Портикан (иначе — Оксикан) — индийский царь престов, правивший в IV веке до н. э.

## Биография
Портикан был правителем обитавших на землях у нижнего течения Инда престов.
Во время Индийского похода летом 325 года до н. э. македонская армия достигла владений Портикана. Портикан, по словам Дройзена И. Г., «не ослеплённый примером Мусикана», отказался присягнуть Александру на верность и с сильным отрядом стал оборонять хорошо укрепленную крепость. По свидетельству Квинта Курция Руфа, город был захвачен на третий день осады. Индийский правитель направил послов договориться об условиях сдачи, но в это время после обрушения части крепостной стены македоняне ворвались внутрь, и во время произошедшей схватки Портикан с оставшимися своими приближёнными был убит. Согласно же Арриану и Диодору Сицилийскому, города престов были взяты приступом с ходу, после чего подверглись разрушению, а Портикан, пытавшийся скрыться, был схвачен. По утверждению греческих писателей, после жестокой расправы над защитниками и другие престы, и их соседи перестали оказывать сопротивление, так как «Александр вселил в души всех индов рабский страх перед собой и перед своей счастливой судьбой». Однако в действительности македонским завоевателям пришлось покинуть Индию из-за упорного сопротивления местных народов.